# 2035 Stearns
2035 Stearns је Марсов тројански астероид са средњом удаљеношћу од Сунца која износи 1,884 астрономских јединица (АЈ).
Апсолутна магнитуда астероида је 12,61.